# Amlaíb Cuarán
Amlaíb mac Sitric I (lingua norrena: Óláfr Sigtryggsson), comunemente chiamato Amlaíb Cuarán (lingua norrena: Óláfr kváran) (926 circa – 981) è stato un vichingo-gaelico del X secolo che ricoprì i ruoli di re di Dublino e re di Northumbria, oltre che la carica di regnante di Bamburgh.
Il suo epiteto, cuarán, viene solitamente tradotto in "sandalo". Il suo nome appare in numerose forme, tra cui Olaf Cuaran e Olaf Sihtricson, in particolar modo legato al suo breve regno su York. Fu l'ultimo degli Uí Ímair a giocare un ruolo fondamentale nella politica di Gran Bretagna ed Irlanda.
Amlaíb fu per due volte, forse tre, re di Northumbria, e due volte re di Dublino. Il suo regno su questi territori durò per 40 anni. Fu un rinomato guerriero e spietato saccheggiatore di chiese, ma passò gli ultimi suoi giorni presso l'abbazia di Iona. Nacque quando gli Uí Ímair governavano grandi zone di Britannia ed Irlanda, e morì quando il regno di Dublino era quasi insignificante all'interno della politica irlandese. Nello stesso periodo Dublino divenne uno dei principali centri di commercio dell'Europa atlantica.
Amlaíb fu un mecenate della poesia irlandese e degli scaldi scandinavi che scrissero versi su di lui. Amlaíb si sposò almeno due volte, ed ebbe numerosi figli che fece sposare con le famiglie reali irlandesi e scandinave. I suoi discendenti furono re dell'isola di Man e delle isole Ebridi fino al XIII secolo.
Amlaíb Cuarán (Olaf Kvaran) viene citato almeno due volte nelle saghe degli Islandesi, la prima nella Njáls saga, e la seconda nella Gunnlaugs saga ormstungu.

## Cuarán
Il soprannome di Amlaíb, cuarán, viene solitamente tradotto con "sandalo" o "scarpa". Deriva dall'antica parola irlandese cúar che significa piegato o storto. Gli fu per la prima volta assegnato nel racconto della battaglia di Slane del 947 negli Annali dell'Ulster. La ricorrente traduzione potrebbe essere fuorviante. L'epiteto fa probabilmente riferimento ad un tipo di calzatura. Benjamin Hudson sottolinea la descrizione di un cuarán fatta in una satira del XII secolo, dove si dice che fosse fatta di cuoio legato sette volte e con la punta acuta. Nel Aislinge Meic Con Glinne e nel Scél Baili Binnbérlaig, il cuarán è impermeabile. Nel primo racconto Mac Con Glinne pulisce i suoi immergendoli nel suo bagno; nel secondo un cuarán serve come recipiente da cui bere. Che il cuarán fosse tipico di Dublino viene suggerito da frasi in altre storie, secondo cui in città c'erano calzolai che pagavano in cuarán le tasse.

## Biografia

### Origini
Amlaíb Cuarán era probabilmente un pronipote di Ímar, capostipite degli Uí Ímair. Non esistono prove contemporanee che dimostrino la discendenza tra Ímar ed i suoi nipoti, ma può darsi che i nipoti di Ímar registrati tra l'896 e il 934 (il padre di Amlaíb Cuarán, Sitriuc (m. 927), Ragnall († 921), Gofraid († 934), Ímar († 904) e Amlaíb († 896)) fossero fratelli piuttosto che cugini. Il padre di Amlaíb, Sitriuc, appare la prima volta in una registrazione del 917, quando assedia Dublino, un insediamento probabilmente sotto il controllo del re irlandese dopo l'espulsione dei precedenti regnanti vichinghi nel 902.
Sitriuc governò la Northumbria fino alla sua morte, nel 927. La Cronaca anglosassone cita il suo matrimonio con la sorella di re Atelstano d'Inghilterra a Tamworth il 30 gennaio 926. Secondo fonti successive, come il cronico Giovanni di Wallingford, Amlaíb era figlio di Sitriuc e di questa principessa sassone. Tra gli altri figli di Sitriuc c'erano Gofraid († 951), re di Dublino, Aralt († 940), re di Limerick, e, meno sicuri, Sichfrith e Auisle, elencati tra coloro che morirono nella battaglia di Brunanburh del 937 all'interno degli Annali di Clonmacnoise. Una figlia di Sitriuc di nome Gytha viene citata nella Heimskringla, secondo cui avrebbe sposato il re pirata norvegese Olaf Tryggvason, ma si trattava probabilmente di una figlia di Amlaíb Cuarán.
Dopo la morte di Sitriuc, Amlaíb potrebbe essere diventato re di York per breve tempo, ma se lo fece perse il trono quando Atelstano conquistò il regno di Northumbria sconfiggendo il fratello di Sitriuc, Gofraid. Secondo Guglielmo di Malmesbury, Amlaíb fuggì in Irlanda mentre lo zio Gofraid fece un secondo fallimentare tentativo di riconquistare York. Nel 937 un attacco al regno di Atelstano portato dal figlio di Gofraid (Amlaíb), da Constantín mac Áeda, re di Alba, e da Eógan, re di Strathclyde, finì con la sconfitta della battaglia di Brunanburh. Guglielmo di Malmesbury scrisse che Amlaíb era presente a Brunanburh, e che spiò il campo inglese la notte prima della battaglia, travestito da scaldo.
Re Atelstano morì nel 939 ed il suo successore, il fratellastro Edmondo, non fu in grado di prendere il controllo di York. Amlaíb mac Gofrith, che comandava Dublino, si recò in Britannia dove fu acclamato come re di Northumbria. Morì nel 941, poco dopo il saccheggio della chiesa di San Baldred di Tyninghame, colpito a morte dalla potenza del santo secondo la Historia de Sancto Cuthberto.

### Re di York

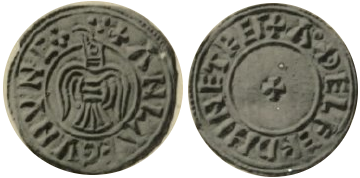
Secondo tipo di moneta proveniente da York, dei tempi di Amlaíb.

La carriera di Amlaíb Cuarán iniziò nel 941, in seguito alla morte del cugino Amlaíb mac Gofrith, quando divenne co-reggente di York assieme al cugino Ragnall, figlio di Gofraid. Secondo gli Annali di Clonmacnoise, Amlaíb era in Britannia dal 940, avendo lasciato un altro figlio di Gofraid, Blácaire, a capo di Dublino.
Amlaíb e Ragnall governarono York fino al 944. La datazione degli eventi nel periodo compreso tra la morte di Atelstano e l'espulsione di Amlaíb e Ragnall è dubbia, dato che varie versioni della cronaca anglosassone si contraddicono a vicenda. Sembra che dopo la morte di Atelstano, non solo Edmondo perse il controllo della Northumbria, ma anche che i Cinque Burgh del Danelaw merciano furono occupati da Amlaíb mac Gofrith. Uno degli Amlaíb saccheggiò Tamworth secondo la Cronaca anglosassone. Non è chiaro in che momento compreso tra 940 e 943 avvennero questi eventi, per cui gli storici sono in disaccordo su quanto sia da legare a Amlaíb mac Gofrith e quanto a Amlaíb Cuarán.
Edmondo riconquistò i Cinque Burghs nel 942, evento celebrato in versi nella Cronaca anglosassone. Secondo la Cronaca ci fu il battesimo di Amlaíb, con re Edmondo nel ruolo di padrino. Questo non significa che Amlaíb non fosse già cristiano in precedenza, né che il battesimo l'abbia convertito per sempre al cristianesimo, dato che il battesimo era un semplice atto politico. Alfredo il Grande, ad esempio, sostenne il battesimo del re cristiano gallese Anarawd ap Rhodri. Amlaíb fu espulso dalregno di York nel 944. La cronaca anglosassone dice che "Re Edmondo conquistò tutta la Northumbria obbligando a fuggire i due re [o "uomini di stirpe reale"], Olaf e Rægnald". È possibile che la rivalità tra Amlaíb e Ragnall abbia contribuito alla loro caduta. I racconti di Athelward dicono che Amlaíb fu deposto da un colpo di stato guidato da Wulfstan, arcivescovo di York, e da un ignoto ealdorman di Mercia.

### Congalach e Ruaidrí
Dopo essere stato cacciato dalla Northumbria, Amlaíb tornò in Irlanda, mentre Ragnall potrebbe essere stato ucciso a York. Anche gli Uí Ímair d'Irlanda soffrirono nel 944, quando Dublino fu saccheggiata dall'Alto Re di Irlanda Congalach Cnogba, la cui base era a Brega, a nord di Dublino sul corso basso del fiume Boyne. L'anno seguente, forse a causa del sacco di Dublino, il cugino di Amlaíb, Blácaire, fu cacciato e Amlaíb lo sostituì come re di Dublino. Amlaíb si alleò con Congalach e potrebbe aver guadagnato potere da questa unione.
Congalach e Amlaíb combatterono contro Ruaidrí ua Canannáin, un rivale per la carica di Alto Re che apparteneva a Cenél Conaill, residente nel Donegal. Nel 945 i due sconfissero parte dell'esercito di Ruaidrí a Conaille Muirtheimne (oggi Louth) e l'anno seguente Amlaíb razziò Kilcullen nella provincia di Leinster. Nel 947 Ruaidrí spinse Congalach e Amlaíb a Slane. Le forze di Dublino subirono forti perdite, con molti che annegarono durante la fuga dalla battaglia. Sembra che in questa sconfitta Amlaíb perse la sua nave ammiraglia, dato che secondo gli annali fu Blácaire, e non Amlaíb, a guidare l'esercito di Dublino l'anno seguente. Blácaire fu ucciso nel 948 da Congalach, e fu rimpiazzato dal fratello di Amlaíb, Gofraid.

### Ancora York
Non si conosce esattamente cosa successe in Northumbria mentre Amlaíb si trovava in Irlanda. Mentre Edmondo controllava sicuramente la Northumbria, potrebbe aver subito perso le terre del nord a favore di un re scandinavo di nome Eiríkr, solitamente identificato con Erik I di Norvegia. Se Erik governò la Northumbria prima della morte di Edmondo, fu solo per breve tempo. Edmondo fu ucciso nel 946, e succeduto dal fratello Edredo. La Cronaca anglosassone dice che Edredo "conquistò tutte le terre della Northumbria; e gli Scoti gli prestarono giuramento". La sottomissione della Northumbria ad Edredo portò all'incontro con i nobili di York guidati dall'arcivescovo Wulfstan nel 947, ma l'anno seguente re Erik stava di nuovo governando la Northumbria ed Edredo invase la parte meridionale del regno (Ripon viene citato come obbiettivo) per obbligare i Northumbri ad espellere Erik, come poi fecero.
L'anno seguente, 949, quando Blacáire era morto ed il fratello di Amlaíb governava Dublino, i Northumbri invitarono Amlaíb a prendere il controllo di York. Il suo ritorno in Inghilterra potrebbe essere avvenuto con il benestare di Edredo. Quell'anno Máel Coluim mac Domnaill, re di Alba, saccheggiò la Northumbria verso sud spingendosi fino al fiume Tees, catturando molti schiavi e bottino. Non si sa se questa invasione fosse diretta contro Amlaíb, o se lo si voleva supportare saccheggiando solo la Northumbria settentrionale, fuori dalla sua zona. Una seconda invasione da nord nel 952, questa volta in alleanza con gli scoti di Máel Coluim e con i britannici e sassoni, fu respinta. Di nuovo, non si sa se l'obbiettivo fosse Amlaíb, deposto nel 952 e sostituito da Erik, o contro lo stesso re Erik in favore di Amlaíb. Il regno di Erik fu corto, ed il regno vichingo di York fu definitivamente incorporato nel regno inglese al momento della sua morte, nel 954. Amlaíb tornò in Irlanda, ma non prese più il comando di York.

### Da Dublino a Iona

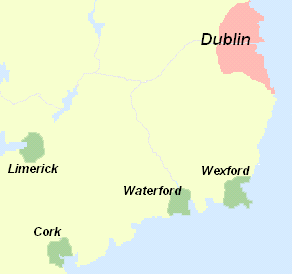
Insediamenti scandinavi nell'Irlanda del X secolo

Nel 951, quando Amlaíb era in Britannia, il fratello Gofraid morì di malattia a Dublino. Anche il rivale di Congalach, Ruaidrí, morì, lasciando senza guida l'ex alleato di Amlaíb, che diventava quindi una minaccia per Dublino e per il regno irlandese sud-orientale di Leinster. Questa minaccia fu forse il motivo per cui Congalach fu ucciso in un'imboscata a Dún Ailinne (oggi Kildare) o a Tech Guigenn nella regione del fiume Liffey, mentre raccoglieva tributi a Leinster nel 956. Il principale beneficiario fu il fratello della nuova moglie di Amlaíb (Dúnflaith), ovvero Domnall ua Néill, il quale divenne il successivo Alto Re d'Irlanda. Il matrimonio legava Amlaíb non solo ai parenti Uí Néill settentrionali di Cenél nEógain, ma anche al meridionale clan Cholmáin, dato che ora era patrigno del giovane figlio di Dúnflaith, Máel Sechnaill mac Domnaill.
Poco dopo il 960 Amlaíb Cuarán dovette probabilmente affrontare una sfida dei figli del cugino Amlaíb mac Gofrith. Nel 960 gli annali dell'Ulster dicono che Cammán, figlio di Amlaíb mac Gofrith, fu sconfitto in un posto non identificato di nome Dub. Due anni dopo un Sitriuc Cam (Cam significa storto o ritorto, e Cammán è semplicemente la forma ipocoristica del suo epiteto, sicché Sitriuc Cam e Cammán sono presumibilmente la stessa persona) viene sconfitto dai dublinesi guidati da Amlaíb Cuarán e dagli abitanti del Leinster, mentre stava razziando la terra di questi ultimi. Amlaíb Cuarán fu ferito in battaglia ma Sitriuc fuggì con le proprie navi. Sembra che in seguito Sitriuc ed il fratello abbiano razziato Munster, ma scompare dalle registrazioni poco dopo e non sembra aver fatto ritorno in Irlanda.
Le attività di Amlaíb all'inizio del decennio del 960 sembrano essersi limitate ad occasionali raid in Leinster. Attaccò Kildare nel 964, e fu riattaccato nel 967 quando Muiredach mac Faeláin, abate di Kildare, membro della famiglia di Uí Dúnlainge che governava Leinster, fu ucciso da Amlaíb e Cerball mac Lorcáin, parente di Muiredach. Una nuova razzia a sud nel 964 terminò con una dura sconfitta per Amlaíb nei pressi di Inistogue (oggi contea di Kildare) per mano di Osraige.
Fino alla fine del decennio Domnall ua Néill, successore di Congalach come pretendente alla carica di Alto Re, fu occupato con alcuni nemici alle porte di casa, ed in Connacht ed a Munster, e non partecipò alle vicende di Leinster e Dublino. Avendoli sconfitti, nel 968 marciò a sud saccheggiando Leinster, uccidendo molti nobili ed assediando Dublino per due mesi. Anche se Domnall non conquistò il porto, si prese un gran numero di bestiame. Amlaíb, alleato al re di Leinster Murchad mac Finn, si vendicò attaccando l'abbazia di Kells nel 969. Un gruppo di seguaci di ua Néill fu sconfitto presso Ardmulchan (Meath).
Nel 970 Domnall ua Néill ed i suoi alleati attaccarono il nuovo alleato di Amlaíb, Domnall figlio di Congalach, re di Brega. Domnall mac Congalaig si sposò con una figlia di Amlaíb, forse in questo periodo. Le chiese di Brega, comprese Monasterboice e Dunleer, presidiate dai soldati di Amlaíb, erano un obbiettivo particolarmente sensibile per gli attacchi. Domnall di Brega e Amlaíb combatterono contro l'esercito settentrionale di Domnall ua Néill a Kilmona, nell'attuale Westmeath. L'esercito di Domnall, che comprendeva alleati da Ulaid, fu sconfitto, e Ardgal mac Matudáin, re di Ulaid, e Cináed mac Crongilla, re di Conaille Muirtheimne, rimasero uccisi. La battaglia di Kilmona non pose fine alla guerra, nelle midlands. Monasterboice e Dunleer furono incendiati dopo che la battaglia si allargò alle terre del clan Cholmáin l'anno seguente, quando i nemici di Domnall ua Néill lo cacciarono. Ritornò con un esercito e saccheggiò Mide e le terre attorno a Dublino prima di marciare a sud ed attaccare Leinster. Questa campagna sembra aver consacrato Domnall ua Néill come signore delle midlands e di Leinster per alcuni anni.
Nel 977, in circostanze sconosciute, i figli di Domnall ua Néill (Congalach e Muirchertach) furono uccisi, e il merito negli annali fu dato ad Amlaíb. Domnall non tentò di vendicarne la morte, ritirandosi presso il monastero di Armagh dove morì nel 980. Gli abitanti di Dublino attaccarono Leinster alla fine del decennio del 970. Il re di Leinster, Úgaire mac Túathail, fu catturato nel 976. Per lui fu pagato un riscatto o fu rilasciato dato che fu ucciso, con Muiredach mac Riain di Uí Cheinnselaig di sud Leinster, combattendo gli abitanti di Dublino nel 978 a Belan (Kildare). Il successore di Úgaire, Domnall Claen, fu poco più fortunato, venendo catturato dai dublinesi l'anno seguente.
Dopo la morte dell'Alto Re Domnall ua Néill, il figliastro di Amlaíb (Máel Sechnaill mac Domnaill) ne reclamò il titolo. L'ex alleato di Amlaíb, Domnall figlio di Congalach, era morto nel 976, e lo stesso Amlaíb aveva ucciso gli altri due pretendenti. Máel Sechnaill divenne re del regno di Mide e capo del clan Cholmáin nel 975, inaugurando il proprio regno con un assalto al patrigno quando bruciò "Thor's Wood" fuori Dublino. Nel 980 Máel Sechnaill ebbe il supporto di Leinster quando fronteggiò i figli di Amlaíb (Amlaíb era ormai vecchio) vicino alla collina di Tara. Anche Dublino aveva alleati, dato che gli annali ricordano la presenza di guerrieri provenienti dall'isola di Man o dalle isole Ebridi. Il figlio di Amlaíb, Ragnall (Rögnvaldr), fu tra i morti della battaglia che seguì, ed anche se molti re che sostenevano Máel Sechnaill morirono, il risultato fu una sconfitta clamorosa per Dublino. Máel Sechnaill occupò la città imponendo un pesante tributo ai cittadini.
In seguito alla battaglia Amlaíb abdicò, o fu rimosso dalla carica. Fu rimpiazzato da un figlio di nome Glúniairn (Járnkné), figlio di Dúnlaith e quindi fratellastro di Máel Sechnaill. Amlaíb si ritirò presso l'abbazia di Iona dove morì poco dopo.

## Matrimoni e discendenza
Gli successe il figlio Glúniairn (Járnkné, letteralmente "Ginocchio di Ferro"), figlio avuto con la moglie Dúnlaith, figlia di Muirchertach mac Néill. Tra le sue mogli si trovava Gormflaith, figlia di Murchad mac Finn, re di Leinster, e futura sposa di Brian Boru. Il figlio di Gormflaith, Sigtrygg Barba di Seta, fu re di Dublino dopo la morte di Glúniairn. Tra gli altri figli di Amlaíb ci furono Gytha, che sposò Olaf Tryggvason, Máel Muire, che sposò Máel Sechnaill mac Domnaill, e Harald, forse nonno di Godred Crovan.